# Robert Briner
Robert Briner (* 17. Juni 1885 in Neuthal, Bäretswil; † 10. November 1960 in Zürich; heimatberechtigt in Fehraltorf und Zürich) war ein Schweizer Politiker (Demokratische Partei).

## Leben

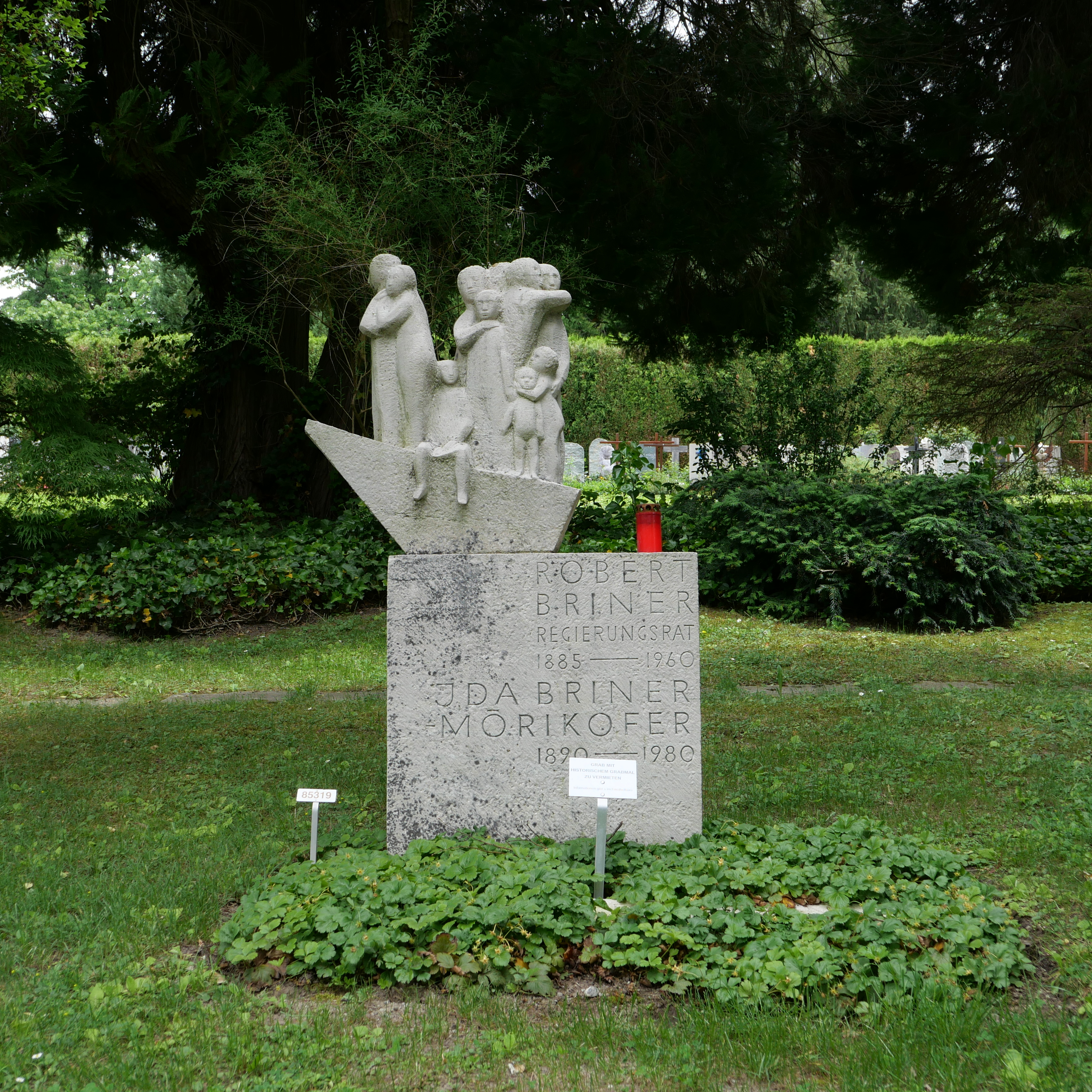
Das Grab von Briner und seiner Frau Ida Briner Mörikofer (1890–1980) auf dem Friedhof Rehalp in Zürich.

Briner besuchte die Schulen und das Gymnasium in Zürich, bevor er sich von 1904 bis 1908 einem Rechtsstudium in Zürich und Berlin widmete. Im Jahr 1910 promovierte er mit dem Titel Dr. iur. Danach war er als Auditor am Bezirksgericht Zürich (1910–1911) und als Sekretär der städtischen Vormundschaftsbehörde (1912–1919) tätig. Danach arbeitete er bis 1935 als Vorsteher des kantonalen Jugendamts. Von 1935 bis 1951 sass Briner – der langjährige Präsident der Demokratischen Partei – im Regierungsrat des Kantons Zürich, wo er der Polizei- und Militär- und ab 1943 der Erziehungsdirektion vorstand. In den Jahren 1939/1940 sowie 1945/1946 war er Präsident des Zürcher Regierungsrates.
Neben seiner politischen Tätigkeit war Briner von 1917 bis 1957 Dozent an der Schule für Soziale Arbeit, welcher er 1930 bis 1958 als Präsident vorstand. Zudem präsidierte er die Schweizer Nationalspende (1947–1959), Pro Infirmis (1932–1960), die Schweizerische Zentralstelle für Flüchtlingshilfe (1938–1945) und die Gottfried Keller-Gesellschaft (1943–1958).
Briner war verheiratet, war in der Schweizer Armee Oberst und erhielt 1951 die Ehrendoktorwürde der Universität Zürich.